# Industrial canal
Industrial canal är en 9 km lång vattenväg i New Orleans, Louisiana, USA. Vattenvägens riktiga namn, som används av US Army Corps of Engineers och på NOAA sjökort, är Inner Harbor Navigation Canal (IHNC). Det vanligare namnet, "Industrial Canal", används lokalt, både av sjömän och av befolkningen på fastlandet.
Kanalen förbinder Mississippifloden med sjön Pontchartrain. Det skiljer New Orleans East från resten av New Orleans, och Lower 9th Ward från Upper 9th Ward. Ungefär hälften av vattenvägens lopp, från Industrial Lock till en punkt norr om Florida Avenue Bridge, är sammanflödet med både Gulf Intracoastal Waterway och Mississippi River Gulf Outlet (MRGO).
Kanalen passerar genom stadens område 9th Ward. Kanalens södra del utgör gränsen för Upper 9th Wars uppströms och Lower 9th Ward nedströms Mississippi. Kanalens norra del, närmare sjön, anses vara den östra gränsen till området Gentilly och västra gränsen för området New Orleans East.